# Place Micoulaud
Place Ahmed-Chenane
La place Micoulaud et la place Ahmed-Chenane sont deux voies de Toulouse, chef-lieu de la région Occitanie, dans le Midi de la France. Elles sont aménagées progressivement entre 1999 et 2021 afin de transformer le cœur de quartier des Trois-Cocus, dans le cadre de la politique de renouvellement urbain portée par la municipalité toulousaine.

## Situation et accès

### Description
La place Micoulaud et la place Ahmed-Chenane sont deux voies publiques. Elles se trouvent au cœur du quartier des Trois-Cocus, dans le secteur 3 - Nord.
Elles forment un rectangle régulier d'environ 80 mètres de longueur, d'est en ouest, et 57 mètres de largeur, du nord au sud, pour une superficie totale de 4 500 m2 environ. Elles sont séparées par le chemin des Izards qui reçoit, à l'est, la rue du Colonel-Paul-Paillole et, à l'ouest, la rue des Chamois.

### Voies rencontrées
La place Micoulaud et la place Ahmed-Chenane rencontrent les voies suivantes, dans l'ordre des numéros croissants (« g » indique que la rue se situe à gauche, « d » à droite) :
1. Rue des Chamois
2. Chemin des Izards
3. Rue du Colonel-Paul-Paillole
4. Chemin des Izards

### Transports
La place Micoulaud et la place Ahmed-Chenane abritent la station de métro Trois-Cocus, sur la ligne . De plus, elles sont également traversées par les lignes de bus 4160.
Il existe également une station de vélos en libre-service VélôToulouse, la station no 283.

## Odonymie
Le 19 mars 2021, le conseil municipal, sur proposition d'une association du quartier des Trois-Cocus, Tactikollectif, attribue à la nouvelle place, faisant face à la place Micoulaud, le nom d'Ahmed Chenane (1936-2020). Né en Algérie, il arrive à Toulouse en 1957 et s'installe en 1962 dans le quartier. Figure du chibani, il fonde dans les années 1980 l'association des rencontres des Maghrébins de Toulouse (ARMT) et s'engage dans la vie quotidienne et associative de la cité des Izards et du quartier des Trois-Cocus. L'inauguration se tient le 20 avril 2022 en présence de Jean-Luc Moudenc, maire de Toulouse, de personnalités politiques et d'associations de quartier.

## Patrimoine et lieux d'intérêt
- no  1 : médiathèque des Izards (1999).